# Čisti Breg
Čisti Breg – wieś w Słowenii, w gminie Šentjernej. W 2018 roku liczyła 18 mieszkańców.